# ヨハン・ギルデン

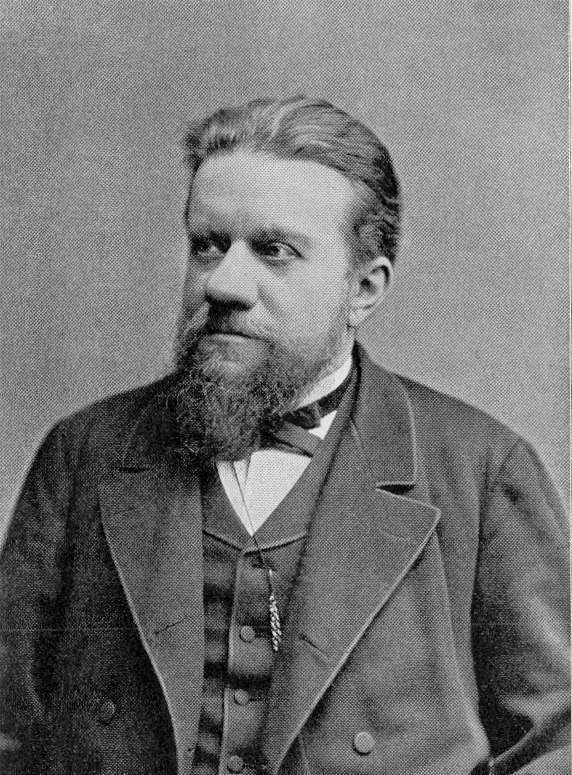
Hugo Gyldén

ヨハン・ギルデン（Johan August Hugo Gyldén、1841年5月29日 - 1896年11月9日）は、スウェーデンの天文学者。天体力学の分野で惑星・衛星の運動を研究した。

## 人物
ヘルシンキに生まれた。ドイツのゴータでペーター・ハンゼンのもとで学んだ後、1862年から1865年までプルコヴォ天文台で働き、1871年から1896年までストックホルム天文台の天文台長を務めた。
天体力学の分野で多くの論文を発表し、オットー・ブレンデルらの研究の先駆をなした。
小惑星(806) ギルデニアはギルデンを記念して名付けられた。1878年コテニウス・メダル受賞。